# Wolfgang Hackl
Wolfgang Hackl (* 1949 in Wien) ist ein österreichischer Filmschaffender, der hauptsächlich im Bereich Dokumentarfilm tätig ist.
1967 legte er in Wien die Matura ab. Nach Absolvierung der Wiener Filmakademie im Fach Kamera/Regie bei den Professoren Alfons Stummer, Axel Corti und Axel von Ambesser arbeitete er als Kameramann bei diversen ORF-Produktionen und Musikfilmen (über die Rolling Stones, Beatles und andere). 
1980 gründete er seine eigene Filmproduktionsfirma A1Plus Filmproduktion, die ihren Schwerpunkt bei Werbung und Musikvideos hat.
Seit 1990 produziert er vorwiegend Kulturfilme für den ORF/3sat (u. a. 68 Städteportraits) sowie eine Reihe von Dokumentationen gemeinsam mit Peter Zurek, dem Leiter von 3sat Österreich.

## Auszeichnungen
Arbeiten von Wolfgang Hackl wurden unter anderem ausgezeichnet mit:
- Award beim U.S. International Film & Video Festival in Chicago
- Master of Excellence und Award of Master der Corporate Video & TV, aac-hervorragende Kameraarbeit.

| Personendaten    | Personendaten                  |
| ---------------- | ------------------------------ |
| NAME             | Hackl, Wolfgang                |
| KURZBESCHREIBUNG | österreichischer Filmproduzent |
| GEBURTSDATUM     | 1949                           |
| GEBURTSORT       | Wien                           |